# SC Rot-Weiß Oberhausen-Rhld. 1904 2008-2009
Questa voce raccoglie le informazioni riguardanti il SC Rot-Weiß Oberhausen-Rhld. 1904 nelle competizioni ufficiali della stagione 2008-2009.

## Stagione
Nella stagione 2008-2009 il Rot Weiss Oberhausen, allenato da Jürgen Luginger, concluse il campionato di 2. Bundesliga al 9º posto. In Coppa di Germania il Rot Weiss Oberhausen fu eliminato al primo turno dal Bayer Leverkusen.

## Rosa
| N. |                     | Ruolo | Calciatore        |
| -- | ------------------- | ----- | ----------------- |
| 40 | Germania (bandiera) | P     | Jonas Deumeland   |
| 21 | Germania (bandiera) | P     | Sören Pirson      |
| 1  | Germania (bandiera) | P     | Christoph Semmler |
| 31 | Belgio (bandiera)   | D     | Olivier De Cock   |
| 3  | Germania (bandiera) | D     | Daniel Embers     |
| 6  | Germania (bandiera) | D     | Kim Falkenberg    |
| 4  | Grecia (bandiera)   | D     | Dimitrios Pappas  |
| 5  | Germania (bandiera) | D     | Benjamin Reichert |
| 16 | Germania (bandiera) | D     | Thomas Schlieter  |
| 2  | Gambia (bandiera)   | D     | Timo Uster        |
| 24 | Germania (bandiera) | D     | Tino Westphal     |
| 19 | Germania (bandiera) | C     | Markus Heppke     |
| 23 | Germania (bandiera) | C     | Markus Kaya       |

| N. |                              | Ruolo | Calciatore         |
| -- | ---------------------------- | ----- | ------------------ |
| 17 | Turchia (bandiera)           | C     | Ferhat Kıskanç     |
| 20 | Germania (bandiera)          | C     | Tim Kruse          |
| 15 | Germania (bandiera)          | C     | Marcel Landers     |
| 14 | Germania (bandiera)          | C     | Tim Reichert       |
| 8  | Germania (bandiera)          | C     | Jens Robben        |
| 27 | Germania (bandiera)          | C     | Benjamin Schüßler  |
| 7  | Germania (bandiera)          | C     | Moritz Stoppelkamp |
| 22 | Turchia (bandiera)           | A     | Musa Çelik         |
| 11 | Trinidad e Tobago (bandiera) | A     | Jamal Gay          |
| 9  | Germania (bandiera)          | A     | Julian Lüttmann    |
| 33 | Germania (bandiera)          | A     | Felix Luz          |
| 18 | Germania (bandiera)          | A     | Christopher Nöthe  |
| 10 | Italia (bandiera)            | A     | Mike Terranova     |

## Organigramma societario
Area tecnica
- Allenatore: Jürgen Luginger
- Allenatore in seconda: Oliver Adler
- Preparatore dei portieri: Manfred Behrendt
- Preparatori atletici:

## Risultati

### 2. Bundesliga

#### Girone di andata
| Arbitro: | Schmidt |

|                              |           |  |
| Ziehl 9’ Taylor 26’ Kuqi 82’ | Marcatori |  |

| Arbitro: | Willenborg |

|                     |           |           |
| Kaya 30’ Müller 37’ | Marcatori | 10’ Demir |

| Arbitro: | Fischer |

|                                              |           |               |
| Ebbers 9’ Boll 27’ Schnitzler 45’ Trojan 67’ | Marcatori | 69’ Schlieter |

| Arbitro: | Dingert |

|              |           |                                      |
| Lüttmann 17’ | Marcatori | 45’ Reus 83’ Chitsulo 90’ Großkreutz |

| Arbitro: | Weiner |

|                                   |           |                 |
| Cenci 19’ (rig.), 71’, 76’ (rig.) | Marcatori | 34’ (rig.) Kaya |

| Arbitro: | Schriever |

|  |           |                                                 |
|  | Marcatori | 9’ (rig.) Nehrig 32’, 70’ Reisinger 76’ Allagui |

| Arbitro: | Frank |

|                                |           |             |
| Kıskanç 14’ Sinkala 25’ (aut.) | Marcatori | 27’ Szabics |

| Arbitro: | Hartmann |

|                      |           |               |
| De Wit 31’ Braun 64’ | Marcatori | 37’ Schlieter |

| Arbitro: | Fritz |

|                         |           |           |
| Kruse 38’ Terranova 70’ | Marcatori | 23’ Lakić |

| Arbitro: | Kircher |

|                       |           |              |
| Mintál 28’ Eigler 30’ | Marcatori | 41’ Lüttmann |

| Arbitro: | Welz |

|              |           |  |
| Lüttmann 71’ | Marcatori |  |

| Arbitro: | Grudzinski |

|  |           |               |
|  | Marcatori | 32’ Terranova |

| Arbitro: | Thielert |

|          |           |               |
| Kaya 30’ | Marcatori | 86’ Milchraum |

| Wiesbaden 23 novembre 2008, ore 14:00 CET 14ª giornata | Wehen Wiesbaden | 0 – 0 referto | RW Oberhausen | BRITA-Arena (6 687 spett.)\| Arbitro: \| Steuer \| |
| Arbitro:                                               | Steuer          |               |               |                                                    |

| Arbitro: | Schalk |

|  |           |                                    |
|  | Marcatori | 36’ Makiadi 44’ Kouemaha 74’ Adler |

| Arbitro: | Wingenbach |

|                         |           |               |
| Schuster 56’ Toprak 77’ | Marcatori | 11’ Schlieter |

| Arbitro: | Kempter |

|                        |           |            |
| Kruse 23’ Lüttmann 85’ | Marcatori | 45’ Baljak |

#### Girone di ritorno
| Oberhausen 30 gennaio 2009, ore 18:00 CET 18ª giornata | RW Oberhausen | 0 – 0 referto | Coblenza | Niederrheinstadion (4 546 spett.)\| Arbitro: \| Aytekin \| |
| Arbitro:                                               | Aytekin       |               |          |                                                            |

| Ingolstadt 8 febbraio 2009, ore 14:00 CET 19ª giornata | Ingolstadt 04 | 0 – 0 referto | RW Oberhausen | TUJA-Stadion (3 730 spett.)\| Arbitro: \| Walz \| |
| Arbitro:                                               | Walz          |               |               |                                                   |

| Arbitro: | Steinhaus |

|                                |           |                        |
| Heppke 4’, 20’ Kaya 10’ (rig.) | Marcatori | 43’, 83’ (rig.) Trojan |

| Arbitro: | Schalk |

|                |           |                             |
| Großkreutz 67’ | Marcatori | 43’, 82’ Kaya 64’ Terranova |

| Arbitro: | Metzen |

|                                |           |  |
| Falkenberg 61’ Kaya 66’ (rig.) | Marcatori |  |

| Arbitro: | Schößling |

|                                  |           |               |
| Haas 65’ Allagui 67’ Cidimar 89’ | Marcatori | 13’ Terranova |

| Arbitro: | Steuer |

|                      |           |                     |
| Torghelle 61’ (rig.) | Marcatori | 43’ Nöthe 47’ Kruse |

| Oberhausen 20 marzo 2009, ore 18:00 CET 25ª giornata | RW Oberhausen | 0 – 0 referto | Osnabrück | Niederrheinstadion (8 275 spett.)\| Arbitro: \| Perl \| |
| Arbitro:                                             | Perl          |               |           |                                                         |

| Arbitro: | Hartmann |

|           |           |               |
| Lakić 25’ | Marcatori | 56’ Terranova |

| Arbitro: | Dingert |

|  |           |                                 |
|  | Marcatori | 29’ Mintál 31’ Kluge 71’ Eigler |

| Arbitro: | Fleischer |

|                                      |           |              |
| Fillinger 21’ Schindler 39’ Kern 53’ | Marcatori | 29’ Reichert |

| Arbitro: | Henschel |

|           |           |              |
| Nöthe 13’ | Marcatori | 40’ Hoffmann |

| Arbitro: | Fritz |

|                     |           |                |
| Holtby 24’ Auer 76’ | Marcatori | 37’, 53’ Nöthe |

| Arbitro: | Drees |

|  |           |           |
|  | Marcatori | 31’ König |

| Arbitro: | Willenborg |

|              |           |           |
| Kouemaha 85’ | Marcatori | 39’ Nöthe |

| Arbitro: | Wingenbach |

|               |           |  |
| Terranova 80’ | Marcatori |  |

| Arbitro: | Gräfe |

|                               |           |  |
| Baljak 4’, 17’ Bancé 65’, 69’ | Marcatori |  |

### Coppa di Germania
| Arbitro: | Kinhöfer |

|                            |           |                                     |
| Lüttmann 90’ Terranova 97’ | Marcatori | 68’ Augusto 104’ Gkekas 110’ Helmes |

## Statistiche

### Statistiche di squadra
| Competizione      | Punti | In casa | In casa | In casa | In casa | In casa | In casa | In trasferta | In trasferta | In trasferta | In trasferta | In trasferta | In trasferta | Totale | Totale | Totale | Totale | Totale | Totale | DR  |
| Competizione      | Punti | G       | V       | N       | P       | Gf      | Gs      | G            | V            | N            | P            | Gf           | Gs           | G      | V      | N      | P      | Gf     | Gs     | DR  |
| ----------------- | ----- | ------- | ------- | ------- | ------- | ------- | ------- | ------------ | ------------ | ------------ | ------------ | ------------ | ------------ | ------ | ------ | ------ | ------ | ------ | ------ | --- |
| 2. Bundesliga     | 42    | 17      | 8       | 4       | 5       | 18      | 22      | 17           | 3            | 5            | 9            | 17           | 32           | 34     | 11     | 9      | 14     | 35     | 54     | -19 |
| Coppa di Germania | -     | 1       | 0       | 0       | 1       | 2       | 3       | 0            | 0            | 0            | 0            | 0            | 0            | 1      | 0      | 0      | 1      | 2      | 3      | -1  |
| Totale            | -     | 18      | 8       | 4       | 6       | 20      | 25      | 17           | 3            | 5            | 9            | 17           | 32           | 35     | 11     | 9      | 15     | 37     | 57     | -20 |

### Andamento in campionato
| Giornata  | 1  | 2  | 3  | 4  | 5  | 6  | 7  | 8  | 9  | 10 | 11 | 12 | 13 | 14 | 15 | 16 | 17 | 18 | 19 | 20 | 21 | 22 | 23 | 24 | 25 | 26 | 27 | 28 | 29 | 30 | 31 | 32 | 33 | 34 |
| --------- | -- | -- | -- | -- | -- | -- | -- | -- | -- | -- | -- | -- | -- | -- | -- | -- | -- | -- | -- | -- | -- | -- | -- | -- | -- | -- | -- | -- | -- | -- | -- | -- | -- | -- |
| Luogo     | T  | C  | T  | C  | T  | C  | C  | T  | C  | T  | C  | T  | C  | T  | C  | T  | C  | C  | T  | C  | T  | C  | T  | T  | C  | T  | C  | T  | C  | T  | C  | T  | C  | T  |
| Risultato | P  | V  | P  | P  | P  | P  | V  | P  | V  | P  | V  | V  | N  | N  | P  | P  | V  | N  | N  | V  | V  | V  | P  | V  | N  | N  | P  | P  | N  | N  | P  | N  | V  | P  |
| Posizione | 18 | 10 | 13 | 16 | 18 | 18 | 15 | 17 | 16 | 16 | 14 | 11 | 12 | 13 | 13 | 14 | 13 | 13 | 13 | 12 | 10 | 9  | 11 | 8  | 9  | 9  | 9  | 9  | 9  | 10 | 11 | 11 | 9  | 9  |

Legenda:

Luogo: C = Casa; T = Trasferta. Risultato: V = Vittoria; N = Pareggio; P = Sconfitta.

### Statistiche dei giocatori
| Giocatore      | 2. Bundesliga | 2. Bundesliga | 2. Bundesliga | 2. Bundesliga | Coppa di Germania | Coppa di Germania | Coppa di Germania | Coppa di Germania | Totale   | Totale | Totale      | Totale     |
| Giocatore      | Presenze      | Reti          | Ammonizioni   | Espulsioni    | Presenze          | Reti              | Ammonizioni       | Espulsioni        | Presenze | Reti   | Ammonizioni | Espulsioni |
| -------------- | ------------- | ------------- | ------------- | ------------- | ----------------- | ----------------- | ----------------- | ----------------- | -------- | ------ | ----------- | ---------- |
| J. Deumeland   | -             | -             | -             | -             | -                 | -                 | -                 | -                 | -        | -      | -           | -          |
| S. Pirson      | 21            | 0             | 1             | 0             | -                 | -                 | -                 | -                 | 21       | 0      | 1           | 0          |
| C. Semmler     | 14            | 0             | 1             | 0             | 1                 | 0                 | 0                 | 0                 | 15       | 0      | 1           | 0          |
| O. De Cock     | 4             | 0             | 0             | 0             | -                 | -                 | -                 | -                 | 4        | 0      | 0           | 0          |
| D. Embers      | 33            | 0             | 3             | 0             | 1                 | 0                 | 0                 | 0                 | 34       | 0      | 3           | 0          |
| K. Falkenberg  | 29            | 1             | 5             | 0             | 1                 | 0                 | 0                 | 0                 | 30       | 1      | 5           | 0          |
| D. Pappas      | 32            | 0             | 6             | 0             | -                 | -                 | -                 | -                 | 32       | 0      | 6           | 0          |
| B. Reichert    | 24            | 0             | 4             | 0             | -                 | -                 | -                 | -                 | 24       | 0      | 4           | 0          |
| T. Schlieter   | 32            | 3             | 3             | 1             | -                 | -                 | -                 | -                 | 32       | 3      | 3           | 1          |
| T. Uster       | 20            | 0             | 2             | 0             | 1                 | 0                 | 0                 | 0                 | 21       | 0      | 2           | 0          |
| T. Westphal    | -             | -             | -             | -             | -                 | -                 | -                 | -                 | -        | -      | -           | -          |
| M. Heppke      | 17            | 2             | 0             | 0             | -                 | -                 | -                 | -                 | 17       | 2      | 0           | 0          |
| M. Kaya        | 32            | 7             | 10            | 0             | 1                 | 0                 | 0                 | 0                 | 33       | 7      | 10          | 0          |
| F. Kıskanç     | 8             | 1             | 1             | 0             | 1                 | 0                 | 1                 | 0                 | 9        | 1      | 2           | 0          |
| T. Kruse       | 32            | 3             | 6             | 0             | 1                 | 0                 | 0                 | 0                 | 33       | 3      | 6           | 0          |
| M. Landers     | 24            | 0             | 0             | 0             | 1                 | 0                 | 0                 | 0                 | 25       | 0      | 0           | 0          |
| T. Reichert    | 17            | 1             | 3             | 0             | 1                 | 0                 | 1                 | 0                 | 18       | 1      | 4           | 0          |
| J. Robben      | 1             | 0             | 0             | 0             | -                 | -                 | -                 | -                 | 1        | 0      | 0           | 0          |
| B. Schüßler    | 19            | 0             | 2             | 0             | -                 | -                 | -                 | -                 | 19       | 0      | 2           | 0          |
| M. Stoppelkamp | 15            | 0             | 3             | 0             | 1                 | 0                 | 0                 | 0                 | 16       | 0      | 3           | 0          |
| M. Çelik       | 5             | 0             | 1             | 0             | -                 | -                 | -                 | -                 | 5        | 0      | 1           | 0          |
| J. Gay         | 1             | 0             | 0             | 0             | -                 | -                 | -                 | -                 | 1        | 0      | 0           | 0          |
| J. Lüttmann    | 31            | 4             | 3             | 0             | 1                 | 1                 | 0                 | 0                 | 32       | 5      | 3           | 0          |
| F. Luz         | 5             | 0             | 1             | 0             | 1                 | 0                 | 0                 | 0                 | 6        | 0      | 1           | 0          |
| C. Nöthe       | 14            | 5             | 1             | 0             | -                 | -                 | -                 | -                 | 14       | 5      | 1           | 0          |
| M. Terranova   | 33            | 6             | 7             | 0             | 1                 | 1                 | 0                 | 0                 | 34       | 7      | 7           | 0          |
| T. Aksoy       | 2             | 0             | 0             | 0             | -                 | -                 | -                 | -                 | 2        | 0      | 0           | 0          |
| D. Müller      | 6             | 1             | 0             | 0             | 1                 | 0                 | 0                 | 0                 | 7        | 1      | 0           | 0          |